# Planaltos Centrais (Nova Gales do Sul)
As Mesetas Centrais ou Planaltos Centrais em Nova Gales do Sul são uma área geográfica que fica entre a área metropolitana de Sydney e as pistas e planícies do oeste central. A Grande Cordilheira Divisória passa na direção norte-sul pelos Mesetas Centrais e inclui as Montanhas Azuis. A região compartilha fronteiras com a região de Hunter, encostas e planícies do oeste central, as mesetas do sul, as encostas e planícies do noroeste, a área metropolitana de Sydney e com a região do Illawarra.